# DTE Energy Music Theatre
Das DTE Energy Music Theatre ist ein modernes Amphitheater im Oakland County etwa 65 km entfernt von Detroit, Michigan. 

## Geschichte und Nutzung
Das im Jahr 1972 von der Nederlander Organization errichtete und eröffnete Amphitheater fasst 15.274 Zuschauer (7.202 Sitzplätze, 8.072 weitere auf dem Gelände). Es war von 1972 bis 2001 bekannt als das Pine Knob Music Theatre, bevor sich DTE Energy, ein Tochterunternehmen von Detroit Edison, die Namensrechte für das Gebäude für 10 Millionen USD sicherte. Auf dem Veranstaltungsgelände traten schon internationale Größen der Musikgeschichte wie Def Leppard, Judas Priest, Eric Clapton, Bob Dylan, Diana Ross, Linda Ronstadt und Peter Frampton auf.
Am 25. Juni 1972 wurde das Amphitheater mit einem Auftritt von David Cassidy eröffnet. Das erste Abendkonzert wurde zwei Tage später von Andy Williams gespielt. Zum Zeitpunkt der Eröffnung war das Pine Knob das größte Amphitheater in den USA. Damals fasste es 12.500 Personen. 